# Dicallaneura exiguus
Dicallaneura exiguus is een vlindersoort uit de familie van de prachtvlinders (Riodinidae), onderfamilie Nemeobiinae.
Dicallaneura exiguus werd in 1916 beschreven door Joicey & Noakes.
De eerste specimens van deze soort werden in 1914 verzameld bij de "Angi-meren" in het Arfakgebergte in Nederlands Nieuw Guinea (thans de Indonesische provincie West-Papoea) op ongeveer 2.000 m (6.000 voet) hoogte. Ze is sterk verwant aan maar kleiner dan Dicallaneura fulvofasciata, die in hetzelfde gebied in dezelfde periode werd verzameld.